# Eurycyde longisetosa
Eurycyde longisetosa is een zeespin uit de familie Ascorhynchidae. De soort behoort tot het geslacht Eurycyde. Eurycyde longisetosa werd in 1942 voor het eerst wetenschappelijk beschreven door Hilton. 